# Fosfolípid

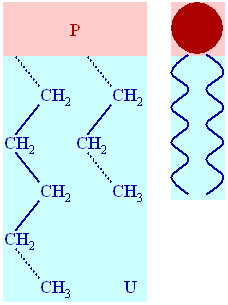
Estructura bàsica d'un fosfolípid. Consistix en d'un cap polar (P) i una cua no polar (I per a apolar). El lípid que es mostra és un fosfolípid de dues cues. La imatge de l'esquerra representa una versió augmentada de la imatge més esquemàtica de la dreta, que serà utilitzada des d'ara per a representar els lípids amb una, dos o tres cadenes.

Un fosfolípid és un tipus de lípid iònic, compost per l'esterificació de glicerol, amb dos àcids grassos (1,2-diacilglicerol) i un grup fosfat. Tanmateix també es pot substituir el grup glicerol per esfingosina. El grup fosfat pot unir-se per mitjà d'un enllaç fosfodièster a un altre grup d'àtoms, que sovint contenen nitrogen, com ara la colina, la serina o l'etanolamina i sovint posseïxen càrrega elèctrica. Totes les membranes actives de les cèl·lules posseïxen una capa doble de fosfolípids. Els fosfolípids habituals en la majoria d'éssers vius són la fosfatidiletanolamina, fosfatidilinositol, àcid fosfatídic, fosfatidilcolina i fosfatidilserina. Els fosfolípids també conformen la meitat de la lecitina.

En condicions naturals els fosfolípids s'autoorganitzen guiats per forces hidròfiles i hidròfobes (figura 2), les cues no polars dels fosfolípids (U) tendixen a ajuntar-se, formant una doble capa lipídica (1) o una micel·la (2). Els caps polars (P) es dirigixen cap al medi aquós.

## Funcions dels fosfolípids
Component estructural de la membrana cel·lularEl caràcter amfipàtic dels fosfolípids els permet el seu autoassociació a través d'interaccions hidròfobes entre les porcions d'àcid gras de cadena llarga de molècules adjacents de tal forma que els caps polars es projecten fora, cap a l'aigua on poden interaccionar amb les molècules proteiques i la cua apolar es projecta cap a l'interior de la bicapa lipídica.
Activació d'enzimsEls fosfolípids participen com a segons missatgers en la transmissió d'expulsions de gas a l'interior de la cèl·lula com el diacilglicerol o la fosfatidilcolina que activa a la betahidroxibutirat deshidrogenasa que és un enzim mitocondrial.
Components del surfactant pulmonarEl funcionament normal del pulmó requerix de l'aport constant d'un fosfolípid poc comú denominat dipalmitoílfosfatidilcolina. Este fosfolípid tensioactiu és produït per les cèl·lules epitelials del tipus II i impedix l'atelèctasi al final de la fase d'espiració de la respiració.
Component detergent de la bilisEls fosfolípids, i sobretot la fosfatidilcolina de la bilis, solubilitzen el colesterol. Una disminució en la producció de fosfolípid i de la seua secreció a la bilis provoca la formació de càlculs biliars de colesterol i pigments biliars.
Síntesi de substàncies de senyalització cel·lularEl fosfatidinol i la fosfatidilcolina actuen com a donadors d'àcid araquidònic per a la síntesi de prostaglandines, tromboxans, leucotriens i compostos relacionats..